# 内胚层体型
内胚层体型 一种人体类型（体型）。按照美国心理学家谢尔登所定制的体格分类法，内胚层体型倾向于圆型。就人体所能发育的范围说。极端内胚层体型近似于圆球形；头圆，大腹便便；内脏器官与身躯相应都较庞大；四肢较短，臂和股多脂肪，而腕和踝却都纤细。